# Iroda Tulyaganova
Iroda Batirovna Tulyaganova (ur. 7 stycznia 1982 w Taszkencie) – tenisistka uzbecka, zwyciężczyni turniejów zawodowych, reprezentantka w Pucharze Federacji, olimpijka.

## Kariera tenisowa
Jest zawodniczką praworęczną, z bekhendem oburęcznym. Jako juniorka wygrała Wimbledon w 1999, pokonując w finale liderkę rankingu juniorek Rosjankę Linę Krasnorucką. W t.r. rozpoczęła karierę zawodową. Już w 2000 wygrała swój pierwszy turniej w cyklu WTA Tour – w rodzinnym Taszkencie (w finale z Włoszką Francescą Schiavone), była także w finale w Szanghaju (przegrała z Amerykanką Meghann Shaughnessy); w październiku 2000 awansowała po raz pierwszy do czołowej setki rankingu, sezon zakończyła na miejscu nr 75.
Najlepszy w jej dotychczasowej karierze był rok 2001. Wygrała dwa turnieje w grze pojedynczej, także dwa turnieje w deblu, była ponadto w dwóch półfinałach oraz w III rundzie (1/16 finału) Wimbledonu; odniosła pięć zwycięstw nad rywalkami z czołowej dwudziestki światowej, m.in. Belgijkami Kim Clijsters i Justine Henin-Hardenne oraz Rosjanką Jeleną Diemientjewą. Turnieje wygrywała tydzień po tygodniu, w lipcu – w finale w Wiedniu pokonała Patty Schnyder, a w Knokke-Heist Hiszpankę Galę León García. Sezon zakończyła na 20. miejscu w rankingu światowym, pełniąc rolę pierwszej rezerwowej w turnieju Masters (WTA Tour Championships). Na turnieju w Miami w meczu III rundy (przegranym z Sereną Williams) zanotowała drugi pod względem szybkości serwis kobiecy w sezonie (191 km/h).
W 2002 była m.in. w finale turnieju w Wiedniu (nie obroniła tytułu, przegrywając z Anną Smasznową) oraz III rundzie Australian Open i French Open; dzięki tym wynikom zanotowała awans na najwyższą pozycję w karierze – nr 16 (w czerwcu 2002). Zdobyła także złoty medal Igrzysk Azjatyckich w Pusan (Korea), po finałowym zwycięstwie nad Tajką Tamarine Tanasugarn. W 2003 była w finale w Hajdarabadzie, gdzie Tanasugarn wzięła rewanż w decydującym meczu, oraz w półfinale w Madrycie; w Hajdarabadzie w parze z Jeleną Lichowcewą wygrała konkurencję debla. Znaczną część sezonu nie grała z powodu kontuzji; straciła również niemal całe sezony 2004 i 2005. Na koniec sezonu 2005 została sklasyfikowana dopiero na miejscu 363 w rankingu światowym.
Jako deblistka wygrała do końca 2005 cztery turnieje, również w czterech turniejach przegrywała w finałach. We wrześniu 2002 była klasyfikowana jako 28. deblistka rankingu światowego.
Ma na koncie liczne występy reprezentacyjne. Poza mistrzowskim startem w Igrzyskach Azjatyckich rywalizowała bez większego powodzenia na igrzyskach olimpijskich w Sydney w 2000, gdzie odpadła już w I rundzie z Holenderką Kristie Boogert. W latach 1996–2003 regularnie broniła barw Uzbekistanu w Pucharze Federacji (bilans – 15 zwycięstw, najwięcej w historii reprezentacji, 13 porażek), występując w niższych klasach rozgrywkowych.

## Finały turniejów WTA
| Legenda                | Legenda |
| ---------------------- | ------- |
| Wielki Szlem           |         |
| Igrzyska olimpijskie   |         |
| WTA Tour Championships |         |
| 1988 – 2008            |         |
| Kategoria I            |         |
| Kategoria II           |         |
| Kategoria III          |         |
| Kategoria IV           |         |
| Kategoria V            |         |

### Gra pojedyncza 7 (3-4)
| Końcowy wynik | Nr | Data                 | Turniej      | Nawierzchnia | Przeciwniczka       | Wynik finału  |
| ------------- | -- | -------------------- | ------------ | ------------ | ------------------- | ------------- |
| Zwyciężczyni  | 1. | 18 czerwca 2000      | Taszkent     | Twarda       | Francesca Schiavone | 6:3, 2:6, 6:3 |
| Finalistka    | 1. | 22 października 2000 | Pekin        | Twarda       | Meghann Shaughnessy | 6:7(2), 5:7   |
| Zwyciężczyni  | 2. | 15 lipca 2001        | Wiedeń       | Ceglana      | Patty Schnyder      | 6:3, 6:2      |
| Zwyciężczyni  | 3. | 22 lipca 2001        | Knokke-Heist | Ceglana      | Gala León García    | 6:2, 6:3      |
| Finalistka    | 2. | 16 czerwca 2002      | Wiedeń       | Ceglana      | Anna Smasznowa      | 4:6, 1:6      |
| Finalistka    | 3. | 9 lutego 2003        | Hyderabad    | Twarda       | Tamarine Tanasugarn | 4:6, 4:6      |
| Finalistka    | 4. | 8 października 2006  | Taszkent     | Twarda       | Sun Tiantian        | 2:6, 4:6      |

## Finały juniorskich turniejów wielkoszlemowych

### Gra pojedyncza (1)
| Końcowy wynik | Rok  | Turniej   | Nawierzchnia | Przeciwniczka    | Wynik finału |
| Zwyciężczyni  | 1999 | Wimbledon | Trawiasta    | Lina Krasnorucka | 7:6(3), 6:4  |

### Gra podwójna (3)
| Końcowy wynik | Rok  | Turniej   | Nawierzchnia | Partnerka          | Przeciwniczki                      | Wynik finału  |
| Finalistka    | 1998 | Wimbledon | Trawiasta    | Petra Rampre       | Eva Dyrberg Jelena Kostanić        | 2:6, 6:7(5)   |
| Finalistka    | 1999 | Wimbledon | Trawiasta    | Tetiana Perebyjnis | Dája Bedáňová María Emilia Salerni | 1:6, 6:2, 2:6 |
| Zwyciężczyni  | 1999 | US Open   | Twarda       | Dája Bedáňová      | Galina Fokina Lina Krasnorucka     | 6:3, 6:4      |